# Marcelcave
Marcelcave és un municipi francès situat al departament del Somme i a la regió dels Alts de França. L'any 2007 tenia 1.023 habitants.

## Demografia

### Població

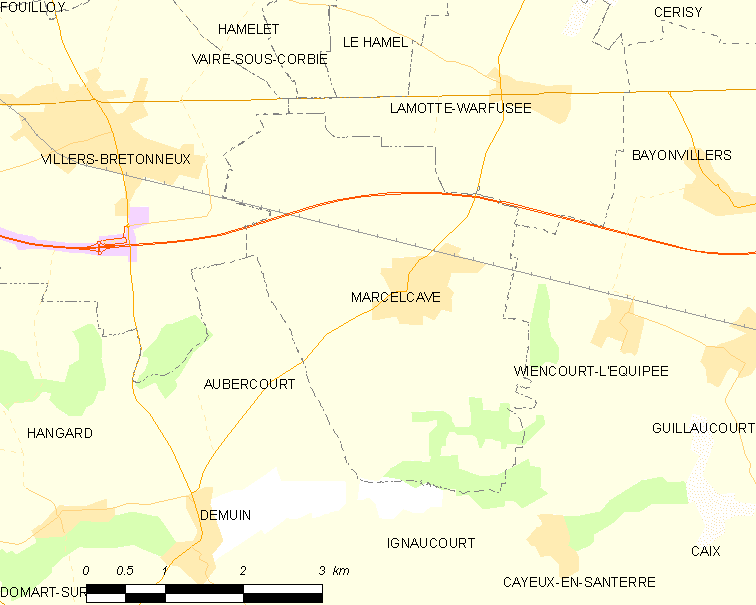
mapa del municipi

El 2007 la població de fet de Marcelcave era de 1.023 persones. Hi havia 380 famílies de les quals 74 eren unipersonals (33 homes vivint sols i 41 dones vivint soles), 120 parelles sense fills, 182 parelles amb fills i 4 famílies monoparentals amb fills.
La població ha evolucionat segons el següent gràfic:
Habitants censats

### Habitatges
El 2007 hi havia 427 habitatges, 384 eren l'habitatge principal de la família, 4 eren segones residències i 39 estaven desocupats. 419 eren cases i 8 eren apartaments. Dels 384 habitatges principals, 321 estaven ocupats pels seus propietaris, 57 estaven llogats i ocupats pels llogaters i 6 estaven cedits a títol gratuït; 1 tenia una cambra, 12 en tenien dues, 50 en tenien tres, 104 en tenien quatre i 216 en tenien cinc o més. 283 habitatges disposaven pel capbaix d'una plaça de pàrquing. A 163 habitatges hi havia un automòbil i a 166 n'hi havia dos o més.

### Piràmide de població

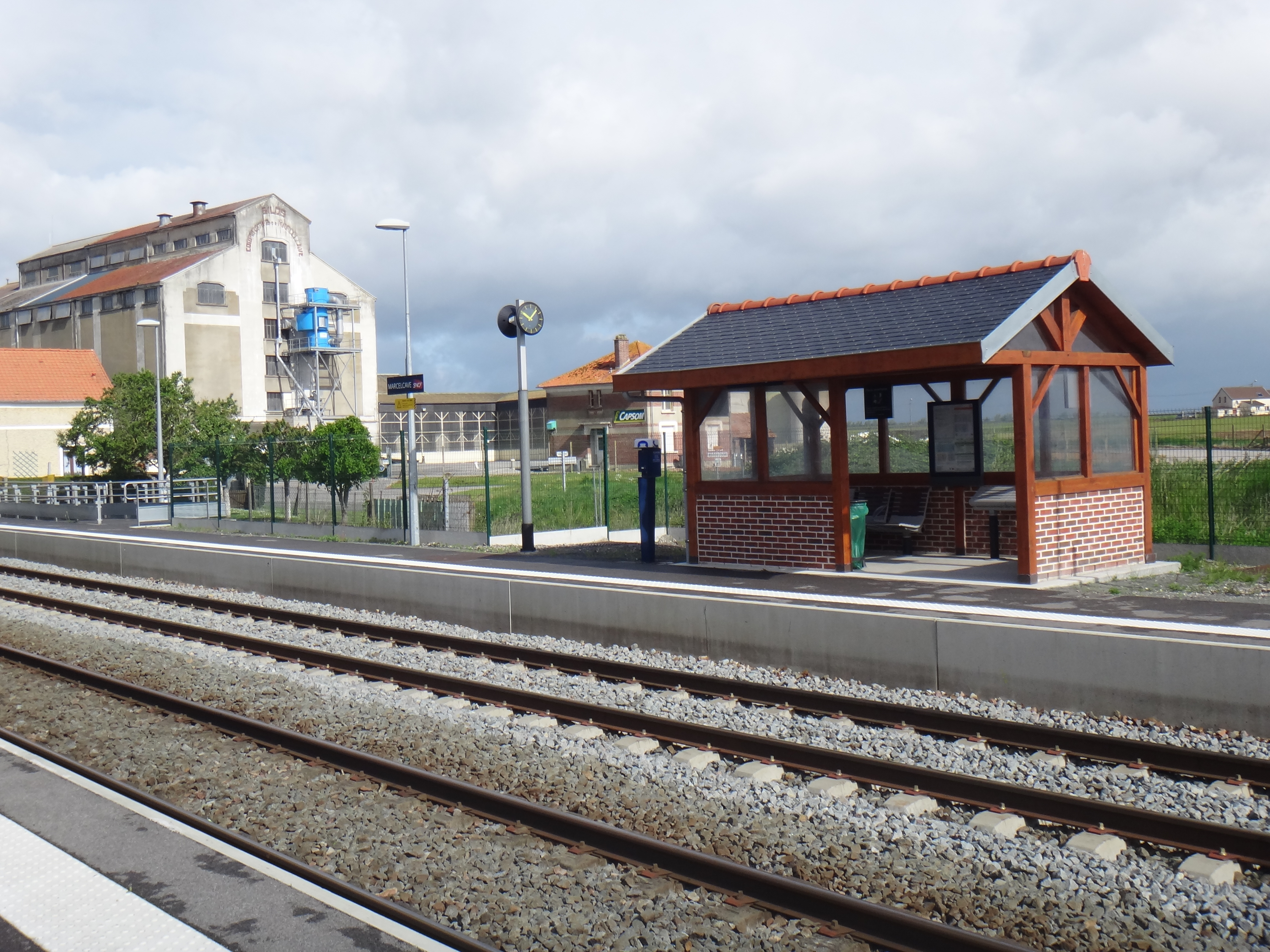
estació de tren

La piràmide de població per edats i sexe el 2009 era:
| Homes | Edats   | Dones |
| ----- | ------- | ----- |
| 0     | 95 o +  | 0     |
| 0     | 90 a 94 | 0     |
| 4     | 85 a 89 | 24    |
| 0     | 80 a 84 | 8     |
| 16    | 75 a 79 | 16    |
| 36    | 70 a 74 | 16    |
| 12    | 65 a 69 | 24    |
| 36    | 60 a 64 | 16    |
| 28    | 55 a 59 | 52    |
| 44    | 50 a 54 | 16    |
| 20    | 45 a 49 | 32    |
| 36    | 40 a 44 | 36    |
| 36    | 35 a 39 | 16    |
| 44    | 30 a 34 | 32    |
| 40    | 25 a 29 | 44    |
| 44    | 20 a 24 | 36    |
| 36    | 15 a 19 | 24    |
| 24    | 10 a 14 | 16    |
| 28    | 5 a 9   | 44    |
| 16    | 0 a 4   | 24    |

## Economia
El 2007 la població en edat de treballar era de 641 persones, 469 eren actives i 172 eren inactives. De les 469 persones actives 412 estaven ocupades (236 homes i 176 dones) i 57 estaven aturades (25 homes i 32 dones). De les 172 persones inactives 61 estaven jubilades, 43 estaven estudiant i 68 estaven classificades com a «altres inactius».

### Ingressos
El 2009 a Marcelcave hi havia 421 unitats fiscals que integraven 1.105,5 persones, la mediana anual d'ingressos fiscals per persona era de 17.969 €.

### Activitats econòmiques
Dels 33 establiments que hi havia el 2007, 2 eren d'empreses extractives, 1 d'una empresa alimentària, 1 d'una empresa de fabricació d'altres productes industrials, 3 d'empreses de construcció, 6 d'empreses de comerç i reparació d'automòbils, 2 d'empreses de transport, 2 d'empreses d'hostatgeria i restauració, 2 d'empreses financeres, 2 d'empreses immobiliàries, 5 d'empreses de serveis, 3 d'entitats de l'administració pública i 4 d'empreses classificades com a «altres activitats de serveis».
Dels 8 establiments de servei als particulars que hi havia el 2009, 1 era una oficina de correu, 1 taller de reparació d'automòbils i de material agrícola, 1 paleta, 1 guixaire pintor, 3 perruqueries i 1 restaurant.
Dels 2 establiments comercials que hi havia el 2009, 1 era una botiga de més de 120 m² i 1 una botiga de menys de 120 m².
L'any 2000 a Marcelcave hi havia 11 explotacions agrícoles que ocupaven un total de 1.045 hectàrees.

## Equipaments sanitaris i escolars
L'únic equipament sanitari que hi havia el 2009 era una farmàcia.
El 2009 hi havia una escola elemental.

## Poblacions més properes
El següent diagrama mostra les poblacions més properes.